# Карл Ларсон (футболіст)
Карл Ларсон (швед. Karl Larson нар. 28 жовтня 1991, Стокгольм, Швеція) — шведський футболіст, захисник клубу «Сіріус».

## Ігрова кар'єра
Карл Ларсон народився у Стокгольмі і є вихованцем столичного клубу «Броммапойкарна», де пройшов шлях від дитячої команди до основи. Та в першому складі Ларсон провів лише п'ять матчів з 2010 року. Ще два сезони він грав в оренді у клубах «Грендаль» та «Велстра Сюріанска» з нижчих дивізіонів.
Перед початком сезону 2012 року Карл Ларсон підписав контракт з клубом «Сіріус». Починав з клубом у Першому дивізоні. І пройшов шлях до Аллсвенскан. За опитуваннями фанатів клубу Карла Ларсона було визнано кращим гравцем команди у 2014 році. 3 квітня 2017 року Ларсон зіграв свій перший матч у турнірі Аллсвенскан. Неодноразово продовжував контракт із клубом. У жовтня 2020 року Ларсон знову продовжив дію контракту до кінця сезону 2023 року.

## Досягнення
Сіріус
- Переможець Супереттан: 2016